# Elisabeth von Brandenburg (1451–1524)

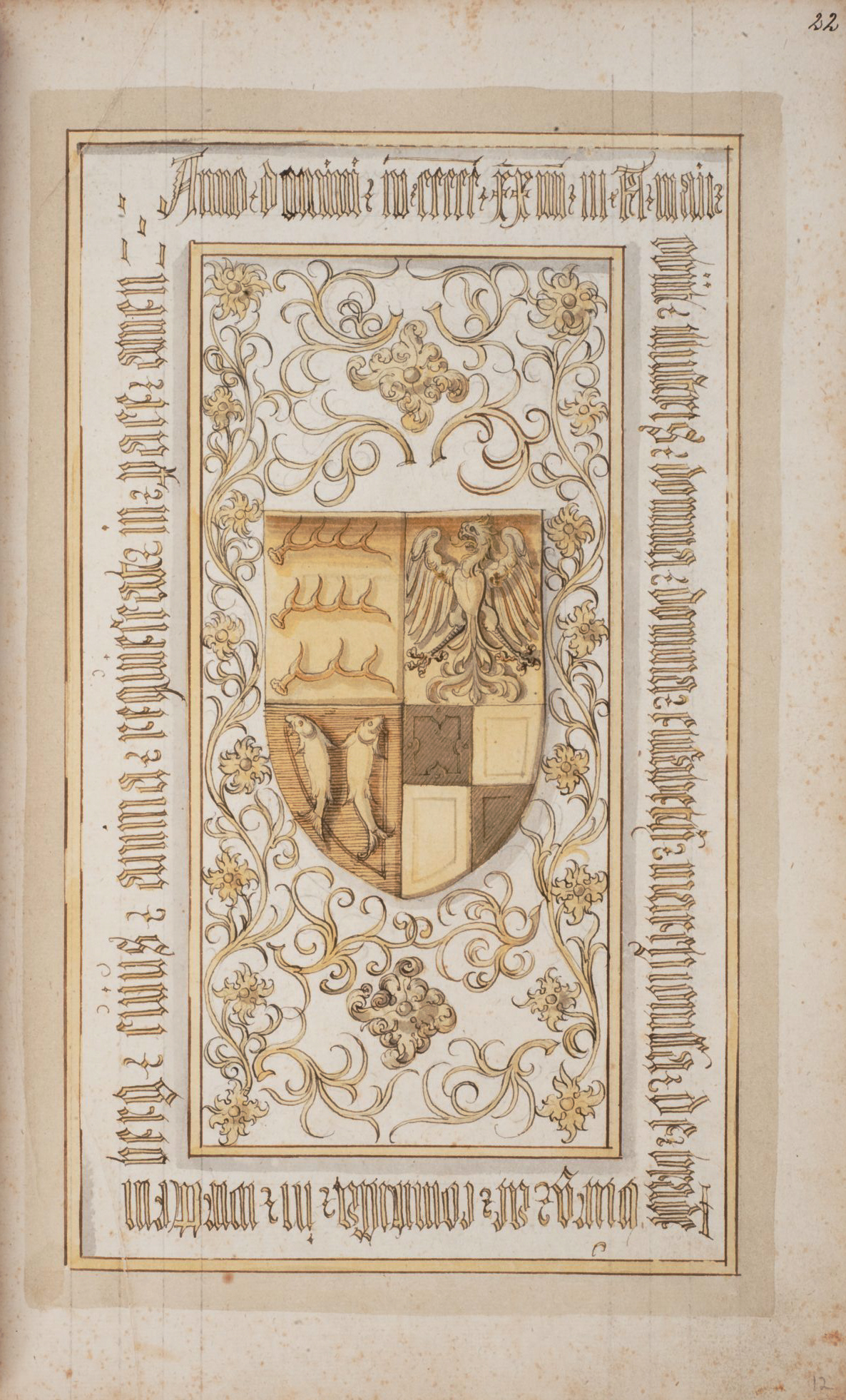
Epitaph in der Handschrift Memoriae posteritatique inclytae domus Wirtembergicae sacrum von 1583

Elisabeth von Brandenburg-Ansbach (* 29. November 1451 in Ansbach, Markgrafschaft Brandenburg-Ansbach; † 28. März 1524 in Nürtingen) war eine Prinzessin von Brandenburg und durch Heirat Herzogin von Württemberg.

## Leben
Elisabeth war die zweite Tochter des brandenburgischen Kurfürsten Albrecht Achilles (1414–1486) aus dessen erster Ehe mit Margarete von Baden (1431–1457).
Im April oder Mai 1467 heiratete sie in Stuttgart den Grafen Eberhard VI. von Württemberg (1447–1504). Durch die Ehe seiner Tochter gelang es Albrecht Achilles erheblichen Einfluss auf seinen Schwiegersohn auszuüben. Elisabeths Gemahl wurde als Eberhard II. 1496 Herzog von Württemberg. Die Ehe blieb kinderlos und war ausgesprochen unglücklich, für längere Zeit kehrte Elisabeth zu ihrem Vater zurück. Eberhard verzichtete am 11. Juni 1498 in Horb zu Gunsten seines Neffen Ulrich auf das Herzogtum, mit der Zusicherung, dass Ulrich standesgemäß für Elisabeth zu sorgen hatte.
Elisabeth wurde im Gegensatz zu ihrem Ehemann nicht des Landes verwiesen, sondern im Horber Vertrag ihr Unterhalt ausdrücklich vom neuen Regenten übernommen. Sie zog sich 1499 auf den Witwensitz ins Nürtinger Schloß zurück. Dort wurde sie als fromm und wohltätig beschrieben. Sie tat viel für den Wiederaufbau der 20 Jahre vorher niedergebrannten Stadt.